# 조호 (1074년)
조호(일본어: 承保)는 일본의 연호 중 하나이다. 한자는 읽는 방법에 따라 조호우(じょうほう)라고도 읽을 수 있다.
- 전후 : 엔큐(延久) 이후 - 조랴쿠(承暦) 이전.
- 시기 : 1074년 ~ 1076년
- 천황 : 시라카와 천황

## 개원
- 엔큐 6년 8월 23일(율리우스력 1074년 9월 16일), 개원.
- 조호 4년 11월 17일(율리우스력 1077년 12월 5일), 조랴쿠로 개원된다.

## 출전
《상서》(尙書) 〈낙고〉(洛誥)편의 "王命予來承保乃文祖受命民, 越乃光烈考武王弘朕恭.……".(전하께서 저에게 명령하시기를 전하의 조상들께서 하늘로부터 받으신 백성들을 보호하도록 하셨습니다. 저는 다만 전하의 밝으신 선부(先父) 무왕의 그 위대하신 교훈을 공경하여 따르겠습니다....)

## 조호 시기에 일어난 일
- 2년
  - 9월 25일 : 관백직의 후지와라노 노리미치가 사망하여 정1위(正一位)에 추증되었다.

## 서력과의 대조표
| 조호        | 원년       | 2년        | 3년        | 4년        |
| ----------- | ---------- | ---------- | ---------- | ---------- |
| 서기 (西紀) | 1074년     | 1075년     | 1076년     | 1077년     |
| 간지 (干支) | 갑인(甲寅) | 을묘(乙卯) | 병진(丙辰) | 정사(丁巳) |

## 같이 보기
- 일본의 연호 일람

| 이전 엔큐 | 일본의 연호 1074년 ~ 1076년 | 다음 조랴쿠 |